# Vecchio Bazar di Coriza

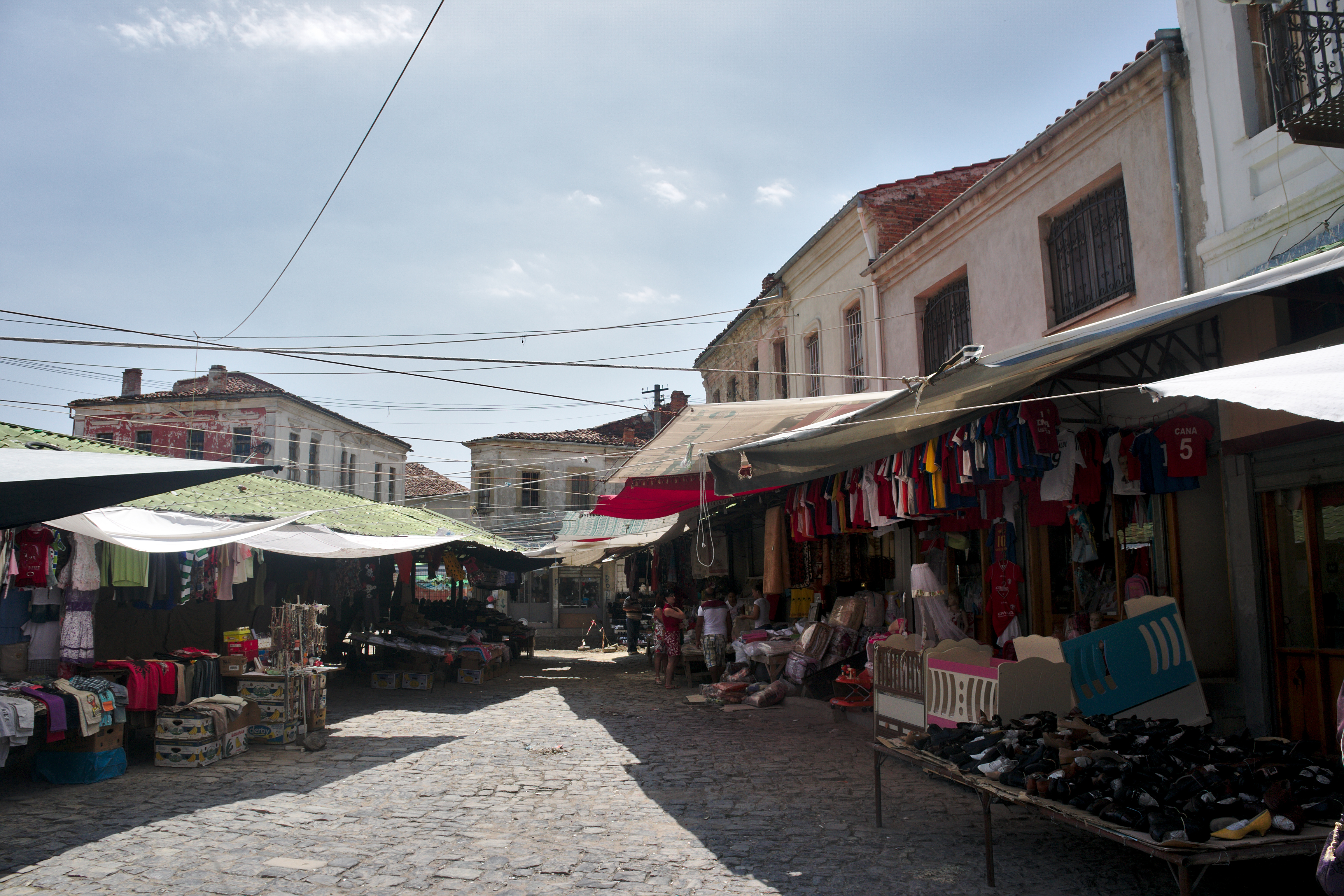
Vicolo del Vecchio Bazar

Il vecchio bazar di Coriza (in albanese Pazari i Vjetër) è lo storico quartiere del bazar di epoca ottomana della città di Coriza in Albania. All'estremità meridionale del quartiere si trovano la Moschea Iljaz Mirahori, la prima della città e una delle più antiche del paese, e la riproduzione della Torre dell'Orologio di Coriza.
Il vecchio quartiere commerciale e del mercato si trova a ovest del centro ed era al di fuori città per proteggerlo dai rischi di incendio e dal rumore del mercato. Un tempo era un punto d'incontro di mercanti provenienti da Turchia, Grecia, Venezia e Trieste, e molte delle case del bazar sono oggi in stato di abbandono o trascurate.

## Storia
Coriza divenne un centro commerciale solo nella seconda metà del XVIII secolo, dopo che la vicina città di Moscopoli fu distrutta. Gran parte del bazar andò bruciato più volte nel corso dei secoli. Ci furono quattro grandi incendi solo nel XIX secolo. Dopo l'incendio del 1879, le case furono ricostruite in pietra e non in legno come prima. Il bazar ebbe il suo periodo di massimo splendore nel XIX secolo e all'inizio del XX secolo quando si trovavano oltre 1000 negozi. Il quartiere del bazar è costituito da vicoli, due ampie piazze e per lo più edifici a due piani su un'area di poco più di cento per duecento metri. Le case avevano negozi e botteghe al piano terra, con appartamenti nel piano superiore. Alcune strade e piazze hanno ricevuto una nuova pavimentazione negli ultimi anni.
Il mercato perse la sua importanza quando i comunisti nazionalizzarono il commercio dopo la seconda guerra mondiale. Il quartiere era originariamente più grande di quanto non sia oggi: la strada che costeggia il bazar a est era un fiume; il quartiere del bazar si estendeva su entrambi i lati ed era collegato da ponti. C'erano 18 hane (caravanserragli) al bazar, che servivano da alloggio per i mercanti in viaggio e come mercati. Ogni han era destinato principalmente ai viaggiatori commerciali di una regione specifica. Ne sono rimasti solo tre: Han i Gjelit, Han i Manastirit e Elbasan-Han.  Gli ultimi due edifici furono costruiti intorno a un cortile interno. L'Elbasan Han ha un cortile pentagonale con una fontana; al piano terra si trovavano magazzini e stalle e al di sopra le stanze degli ospiti. Ancora oggi funge da semplice alloggio. L'Han i Manastirit, dal nome di Bitola, con il suo cortile rettangolare era in parte utilizzato come spazio espositivo. Qualche anno fa questo edificio fu ristrutturato con poca cura della sostanza storica e trasformato in un centro commerciale.

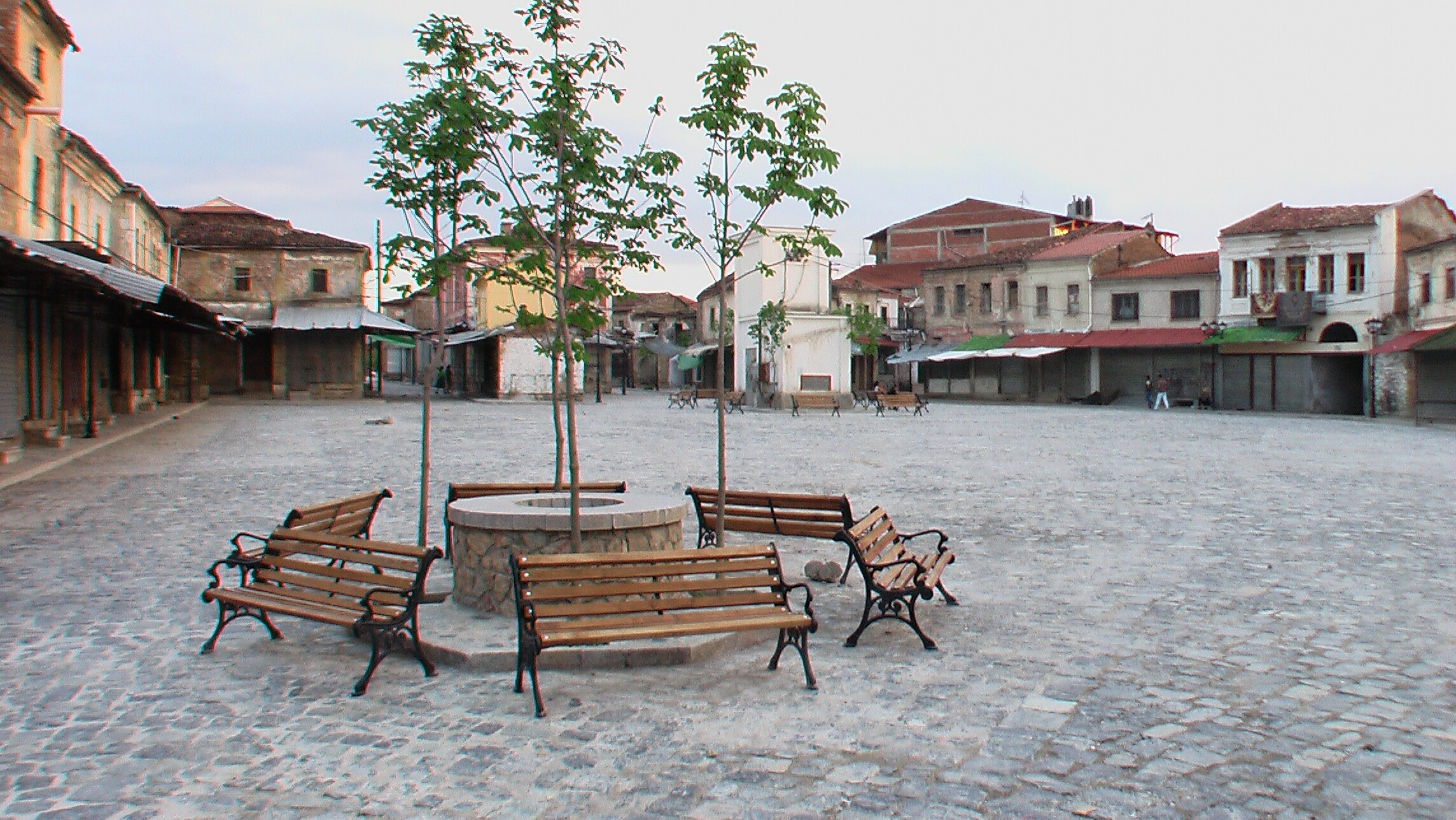
Piazza restaurata la sera dopo "l'orario di chiusura dei negozi"

Il vecchio bazar è protetto come tesoro nazionale. I primi lavori di restauro furono eseguiti negli anni '80. Nonostante ciò, molte case sono in pessimo stato di conservazione; alcune sono anche crollate negli ultimi anni. Nell'estate del 2014, le autorità hanno annunciato che, nell'ambito di un programma di rinnovamento della città di Coriza, sarebbero stati ristrutturati circa 130 edifici del bazar, in particolare per renderlo attraente a scopo turistico. Nel 2017 è stata completata la ristrutturazione del bazar, che è costata circa 1,7 milioni di dollari, comprendendo la ristrutturazione di numerose case storiche.
Fino al XXI secolo nel vecchio bazar si teneva ogni mattina un mercato. Gli agricoltori della zona di Coriza vendevano verdure e animali, mentre i commercianti offrivano prodotti di plastica importati a buon mercato, abbigliamento ed elettrodomestici. Gli abitanti delle case erano per lo più molto poveri, e comprendevano molti rom.
Dopo il restauro del mercato nel 2017, ci sono state ripetute lamentele sul fatto che il bazar avesse perso il suo carattere originale.
La maggior parte delle case sono di proprietà privata, ma i diritti di proprietà presentano spesso delle problematiche.